# Virilidade
A virilidade (do latim virilitas , masculinidade ou virilidade, derivada do latim vir , homem) refere-se a qualquer de uma ampla gama de características masculinas vistas positivamente. Virile significa "marcado pela força ou força".  A virilidade é comumente associada ao vigor, saúde , robustez e constituição, especialmente na criação de filhos. Neste último sentido, a virilidade é para os homens como a fertilidade é para as mulheres. Virile tornou-se obsoleto ao se referir a uma jovem "núbil" ou "uma empregada caseira ou madura para um marido ou Virill". 
Historicamente, os atributos masculinos, como o crescimento da barba, têm sido vistos como sinais de virilidade e liderança (por exemplo, no Egito antigo e na Grécia).